# 乙渾
乙 渾（おつ こん、生年不詳 - 466年）は、北魏の権臣。

## 経歴
乙渾は『魏書』および『北史』に列伝が立てられておらず、その出自および前半生は知られていない。姚薇元は乙渾を乙弗氏の出身とし、乙弗氏を吐谷渾北部の支族で青海湖沿岸に居住していた「乙弗敵」「乙弗鮮卑」の後裔とみなしている。文成帝のとき、乙渾は車騎大将軍の号を受け、東郡公に封じられた。462年（和平3年）1月、乙渾は太原王に封じられた。のちに乙渾は車騎大将軍のまま侍中の位を加えられた。
465年（和平6年）5月、献文帝が即位すると、乙渾は詔と偽って尚書楊保年・平陽公賈愛仁・南陽公張天度を禁中で殺害した。司徒の平原王陸麗が療養中の代郡の湯泉から入朝すると、乙渾はまたこれを殺害した。乙渾は太尉・録尚書事となった。
7月、乙渾は丞相となり、位は諸王の上とされた。北魏の国事は案件の大小に関わらず全て乙渾に決裁された。
466年（天安元年）、乙渾は河間公拓跋斉の子の河間公拓跋陵を殺害した。
侍中の拓跋丕が乙渾は反乱を計画していると奏聞した。拓跋丕は献文帝の勅命を受けて拓跋賀と牛益得を率いて乙渾を収監した。このとき献文帝はわずか12歳であり、実際には文明太后が乙渾排除を主導していた。2月庚申、乙渾は反乱を計画した罪で処刑された。